# Pierre Benoit
Pierre Benoit (n. 16 iulie 1886 - d. 3 martie 1962) a fost un scriitor francez și membru al Academiei Franceze.

## Opera
- 1918: Koenigsmark ("Koenigsmark");
- 1919: Atlantida ("L'Atlantide");
- 1922: Alungarea giganților ("La Chaussée des Géants");
- 1924: Castelana Libanului ("La Châtelaine du Liban");
- 1927: Regele lepros ("Le Roi lépreux");
- 1932: Insula verde ("L'Île verte");
- 1936: Omul care era foarte înalt ("L'Homme qui était trop grand");
- 1947: Pasărea ruinelor ("L'Oiseau des Ruines");
- 1948: Aïno ("Aïno");
- 1955: Focuri de artificii la Zanzibar ("Feux d'artifice à Zanzibar");
- 1960: Comandorul ("Le Commandeur").